# Милоградовское сельское поселение (Омская область)
Милоградовское се́льское поселе́ние — муниципальное образование в Павлоградском районе Омской области Российской Федерации.
Административный центр — село Милоградовка.

## История
Статус и границы сельского поселения установлены Законом Омской области от 30 июля 2004 года № 548-ОЗ «О границах и статусе муниципальных образований Омской области».

## Население
| 2010 | 2011 | 2012 | 2013 | 2014 | 2015 | 2016 |
| ---- | ---- | ---- | ---- | ---- | ---- | ---- |
| 843  | ↘842 | ↗864 | ↘845 | ↗856 | ↘828 | ↘800 |
| 2017 | 2018 | 2019 | 2020 | 2021 | 2023 |      |
| ↘792 | ↘774 | ↘756 | ↗764 | ↘755 | ↘717 |      |

## Состав сельского поселения
| № | Населённый пункт | Тип населённого пункта       | Население |
| - | ---------------- | ---------------------------- | --------- |
| 1 | Кайдаул          | аул                          | 220       |
| 2 | Милоградовка     | село, административный центр | ↗623      |